# 全英会
全英会（ぜんえいかい）は、全国平和連合傘下のCB無線クラブである。4チャンネル、27.005MHzを使用し、アンテナ先端の色は青である（緑、赤などもある）。

## 概要
全国はなぶさ会が全英会に改称した。
最盛期の1980年代全国各地に支部を持ち4000名の会員を誇った。
また傘下組織には英龍会、内田連合、昭和連合、幻和会、石竜会、谷本一家などで構成された。傘下団体HFC（はなぶさフレンドクラブ）を組織し加盟団体に大根マーク、花一輪会、英心会、紀州ドリームクラブ等があった。無線上では「ダイヤマーク はなぶさ会」「ダイヤトレードマーク、、」等を用いた。
神戸の幸丸(ゆきまる)らが菊水無線クラブを立ち上げ石芽倶楽部に名称を変え敵対していたYKZCとの抗争のおりに英組の支援を得る。
英五郎総裁が全国平和連合を発足し石芽倶楽部も傘下となる。のちに英五郎総裁の名を頂き「全国平和連合全国はなぶさ会」へと名称変更した。一部がこれに合流せず新たに「末広連合石芽倶楽部」を設立した。また、はなぶさ会と敵対していた反目最大組織であったYKZC（YaKuZaClub）も連合の傘下となった。
全国平和連合は、単一組織で連合を名乗る他団体が多い中、全国各地に支部を持つ傘下組織（はなぶさ会、YKZC、幸丸会等）を数団体傘下に従えた唯一の連合体として全国にその名を轟かせた。
のちに当時のはなぶさ会幸丸会長の本姓から名をとり時吉強団と一時改称するが、幸丸組長として英組より破門処分されると闘魂連合・神国聖塾が結成され三派に分裂した。しかし英総裁に筋を通せなかった神国聖塾は、はなぶさ会やその友好団体と無線で繋がることは許されなかった。
その後、貴広会 津田会長が神国聖塾会長を連れ英総裁を訪問し詫びを入れ神国聖塾の解散と貴藤塾として改めて活動することを承諾される。幸丸帰参のための組織として結成された神国聖塾には創成期からや元幹部メンバーが多数在籍していた。
アンテナの色によりグリーンカラー・レッドカラー・ブルーカラーと呼ぶ。ブルー（全英会、石芽、闘魂、喧友会など）とグリーン（あすなろ、宝会など）は友好団体で、レッドは中立であり、またブラックカラーは反目でYKZCの平和連合入りを反対する者たちが立ち上げたのが最初である。
英五郎が渡世から引退してからは全国平和連合は英組から完全に独立した組織であるという。